# باس روردا
باس روردا (بالهولندية: Bas Roorda)‏ (ولد في 13 فبراير 1973) هو لاعب كرة قدم هولندي سابق، كان يلعب كحارس مرمى.

## روابط خارجية
- باس روردا على موقع قاعدة بيانات كرة القدم.إي يو (الإنجليزية)
- باس روردا على موقع بيانات كرة القدم. دي إي (الألمانية)
- باس روردا على موقع عالم كرة القدم.نت (الإنجليزية)